# تصنيف بلانشارد لعبر الجنوسية
تصنيف بلانشارد لعبر الجنوسية، هو تصنيف نفسي لكل من الانزعاج الجندري وعبر الجنوسية والتزيي المغاير الفيتشي. وضع راي بلانشارد هذا التصنيف في الثمانينيات والتسعينيات من القرن العشرين، واستند فيه إلى أعمال الباحثين السابقين كزميله كورت فروند مثلًا. صنف بلانشارد النساء العابرات في مجموعتين: العابرات المثليات جنسيًا اللاتي ينجذبن إلى الرجال فقط ويسعين إلى إجراء جراحة إعادة تحديد الجنس لاتسامهن بالأنوثة في سلوكهن ومظهرهن، والعابرات جنسيًا الشبقات ذاتيًا (أتوجينيفليا) اللاتي يستثرن جنسيًا من فكرة امتلاكهن لجسد أنثوي. اختلف تصنيف بلانشارد عن التصنيفات السابقة، إذ لا تتضمن أي مجموعة من المجموعتين عبورًا جنسيًا مغلوطًا، فقد أظهرت مجموعة العابرات المثليات جنسيًا ومجموعة العابرات جنسيًا الشبقات ذاتيًا على أنهما مستفيدتان من العبور الجنسي. سادت الفكرة القائلة بأن بعض التصنيفات لا تنطوي على عابرات جنسيًا أساسًا، واعتُبرت هذه الفكرة موضوعًا متكررًا في الأدب العلمي قبل بلانشارد.
تتضمن قائمة أنصار هذا التصنيف كل من علماء الجنس جاي. مايكل بيلي وجيمس كانتور وآن لورانس، بالإضافة إلى عالمة الأخلاقيات الحيوية أليس دريغر وغيرها من العلماء. صرحت دريغر بأنه «يوجد العديد من علماء الجنس المتخصصين الآخرين ممن يأخذون تصنيف بلانشارد على محمل الجد»، مشيرةً إلى ثلاثة عشر منهم. يعتقد أنصار هذا التصنيف أنه يشرح الاختلافات بين المجموعتين فيما يتعلق بانعدام التوافق الجندري في الطفولة، والتوجه الجنسي، وتاريخ الفيتيشية، والسن الذي حصل فيه العبور. وجه كل من عالمي الجنس جون بانكروفت وتشالرز ألين موسر جنبًا إلى جنب مع عالمة النفس مارغريت نيكولز انتقاداتهم لتصنيف بلانشارد هذا، بينما انتقدت الناشطة جوليا سيرانو صياغة بلانشارد واعتبرتها مربكة ومهينة.  
اعتُبر هذا التنصيف مثار جدل في مجتمع العابرين جنسيًا، وأصبح هذا التصنيف موضع اهتمام العامة بعد نشر بيلي لكتابه الرجل الذي قد يكون ملكةً في عام 2003.

## نبذة
تعود التعليقات التي تشير إلى وجود تصنيفات متعددة لعبر الجنوسية إلى أوائل القرن العشرين. استخدم هافلوك إليس مصطلحي الأيونية والانقلاب الجمالي الجنسي لوصف المشاعر والسلوكيات التي تنطوي على التشبه بالجندر الآخر، بما في ذلك «تقليد الكائن الذي يُعتبر موضع الإعجاب والتماهي معه». صنف ماغنوس هيرشفيلد العابرات جنسيًا في أربعة أصناف: «المثليات»، و«ثنائيات الميول الجنسية»، و«مغايرات الميول الجنسية»، و«ذوات الميول الجنسية الذاتية». استخدم هيرشفيلد مصطلح ذوي الميول الجنسية الذاتية لوصف الإثارة التي يشعر بها الذكور عند الولادة عندما يتخيلون أنفسهم نساء. 
طور الأطباء والباحثون مجموعةً متنوعةً من تصنيفات عبر الجنوسية منذ خمسينيات القرن العشرين. اختلفت هذه التصنيفات في استنادها إلى التوجه الجنسي، وسن البدء، والفيتيشية. تُعتبر فكرة وجود صنفين من النساء العابرات إحدى الأفكار المتكررة في الأدبيات السريرية. تضمنت هاتين المجموعتين قبل ظهور دراسات بلانشارد «العابرات المثليات جنسيًا» في حال كنّ منجذبات جنسيًا إلى الرجال، و«المتشبهات بالجندر الآخر الفيتيشيات المغايرات جنسيًا» في حال كنّ منجذبات إلى النساء. تحمل هذه المسميات وصمةً اجتماعيةً متعلقةً بالفيتيشية الجنسية، بالإضافة إلى عكسها لتماهي النساء العابرات كـ «مغايرات جنسيًا» أو «مثليات جنسيًا» على التوالي.  
تحدث كيرت فرويند وزملاؤه في عام 1982 عن تصنيفين مختلفين للعابرات جنسيًا (العبور من ذكر إلى أنثى)، وربطوا كلًا منهما بسببين مختلفين: يرتبط التصنيف الأول بالأنوثة في مرحلة الطفولة والأندروفيليا (الانجذاب الجنسي للرجال)، بينما يرتبط التصنيف الثاني بالفيتيشية والجينيفليا (الانجذاب الجنسي للنساء). صرح فرويند بإمكانية ارتباط الإثارة الجنسية في التصنيف الثاني بسلوكيات أنثوية نموذجية بخلاف التزيي المغاير، مثل وضع المكياج وحلق الساقين. أشاد بلانشارد بفرويند كونه أول مؤلف يميز بين الإثارة الجنسية الناجمة عن ارتداء ملابس النساء (الفيتيشية المرتبطة بالتزيي المغاير) والإثارة الجنسية الناجمة عن تخيل الشخص أنه أنثى (التي أطلق عليها فرويند اسم الفيتيشية المرتبطة بالتشبه بالجندر الآخر).
سبق وأن حدد الباحثون في هذا الموضوع قبل بدء بلانشارد في دراسته «تصنيفًا مثليًا لاختلال الهوية الجندرية، تمكن ملاحظته لدى المثليين والمثليات. علاوةً على ذلك، يوجد إقرار عام فيما يتعلق بالوصف السريري لهذه المتلازمة التي تصيب الذكور والإناث». اتفق الباحثون حينها على «حدوث اختلال الهوية الجندرية لدى الذكور غير المثليين في حالات نادرة، ولدى الإناث غير المثليات في القليل النادر»، وأجمعوا أيضًا على «عدم وجود أي توافقية فيما يتعلق بتصنيف اضطرابات الهوية الجندرية غير المثلية. تختلف المراجع بشأن عدد المتلازمات المختلفة، والخصائص السريرية للتصنيفات المتعددة، والتسميات المُستخدمة للتعبير عنها».

## الأبحاث
أجرى بلانشارد سلسلةً من الدراسات المتعلقة بالأشخاص المصابين بالانزعاج الجندري، إذ حلل ملفات الحالات التي شهدتها عيادة الهوية الجندرية في معهد كلارك للطب النفسي، ثم قارن بين هذه الحالات من ناحية مجموعة من الخصائص المتعددة. درس بلانشارد المريضات اللاتي شعرن بأنهن نساء طوال الوقت مدة عام على الأقل، ثم وضع بالتعاون مع هيرشفيلد أربعة تصنيفات (مبنية على الانجذاب الجنسي إلى الرجال، أو النساء، أو كليهما، أو لا هذا ولا ذاك)، وبعدها صنفوا المريضات بناءً على درجاتهن وفقًا لمقاييس الانجذاب إلى الرجال والانجذاب إلى النساء.
قارن بلانشارد هذه المجموعات الأربع من ناحية عدد العابرات في كل مجموعة ممن أفدن بأنهن قد اختبرن إثارةً جنسيةً مرتبطةً بالتزيي المغاير. أفادت 73% من عابرات المجموعات المغايرة جنسيًا واللاجنسية وثنائية التوجه الجنسي بأنهن قد اختبرن مثل هذه المشاعر، ولم يكن هناك أي فوارق إحصائية جديرة بالذكر بين هذه المجموعات، بينما لم تبلغ سوى 15% من عابرات المجموعة المثلية عن اختبارهن لهذه المشاعر. خلص بلانشارد إلى اعتبار كل من عبر الجنوسية اللاجنسية وعبر الجنوسية ثنائية التوجه الجنسي أشكالًا مختلفةً من عبر الجنوسية المغايرة جنسيًا، ونظر إلى التزيي المغاير باعتباره ظاهرة ذات صلة. قال بلانشارد إن الإثارة الجنسية الناجمة عن تفكير الشخص أو تصوره لنفسه كامرأة هي السمة المشتركة بين جميع تلك العابرات، إذ صاغ مصطلح الشبق الجنسي الذاتي (أتوجينيفليا) لوصف هذا الأمر.
أبلغ بلانشارد عن استنتاجات مفداها أن العابرات المغايرات جنسيًا أكبر سنًا من العابرات المثليات جنسيًا بكثير (أي العابرات جنسيًا المنجذبات إلى الذكور): ذكرت العابرات المغايرات جنسيًا أنهن قد اختبرن أول رغبة في التزيي المغاير عند تجريبهن له، بينما ذكرت عابرات المجموعة المثلية أن رغباتهن في التزيي المغاير قد سبقت تجريبهن له (أكثر من 3 سنوات وسطيًا). اعترفت أكثر من 80% من العابرات المغايرات جنسيًا باختبارهن للإثارة الفيتيشية، لكن انخفضت هذه النسبة بمقدار 10% بالنسبة لمجموعة المثليات.
دُرست مسألة السن الذي لجأت فيه النساء العابرات إلى استكشاف موضوع إعادة تحديد الجنس والسن الذي بدأن فيه تقييمهن لأنوثتهن في مرحلة الطفولة. أفادت مجموعة الأندروفيليا (المثليات جنسيًا) في العديد من الأحيان بامتلاكهن لجانب أنثوي كبير في مرحلة الطفولة، قبل أن يظهر هذا الأمر سريريًا في سن السادسة والعشرين وسطيًا. ذكرت المجموعة الأخرى التي تتضمن مريضات مغايرات جنسيًا وثنائيات التوجه الجنسي وغير المنجذبات جنسيًا للآخرين (إينلوايروتيسيزم) اختبارهن لأنوثة أقل في مرحلة الطفولة، لكن لم يتسم سوى ما ندر منهن بالسمات الذكورية ولم يحملن صفات أنثوية واضحة للغاية في آن واحد، ولم يظهر هذا الأمر سريريًا حتى سن الرابعة والثلاثين وسطيًا.
أجرى بلانشارد وزملاؤه دراسةً في عام 1987 مستخدمين فيها مخطاط التحجم القضيبي (مقياس تدفق الدم إلى القضيب)، الذي بيّن الإثارة التي شعرت فيها النساء العابرات جنسيًا عند سماعهن لقصص حول التزيي المغاير. استُشهد بهذه الدراسة باعتبارها دليلًا على الشبق الجنسي الذاتي (أتوجينيفليا) في أغلب الأحيان، لكن لم يحاول الباحثون الذين أجروا هذه الدراسة قياس شعور الخاضعات للدراسة بأنفسهن كنساء. استشهد أنصار النظرية بهذه الدراسة لكي يُثبتوا أن النساء العابرات جنسيًا والمنجذبات جنسيًا للنساء والأنوثة (جينيفيليا) وممن لم يبلغن عن أي اهتمامات شبقية ذاتية (أتوجينيفليا) لم يتمكنّ من تصوير اهتماماتهن الجنسية بشكل صحيح. تبيّن أن مريضات الهوية الجندرية المنجذبات جنسيًا إلى النساء والأنوثة (جينيفيليا) -ممن أنكرن اختبارهن لأي إثارة ناجمة عن التزيي المغاير- يشعرن بإثارة ملموسة عند تعريضهن لتحفيز متعلق بالشبق الجنسي الذاتي (أتوجينيفليا)، وخلص الباحثون أيضًا إلى وجود علاقة بين الشبق الجنسي الذاتي (أتوجينيفليا) بين النساء العابرات غير المنجذبات جنسيًا للرجال أو الذكورة (أي لا ينطبق عليهن وصف أندروفيليا) وميلهن إلى تعديل قصصهن كي تحظى بقبول مجتمعي أفضل. وجهت جوليا سيرانو انتقاداتها إلى هذا الاستنتاج، واعتبرته غير قابل للدحض. كتب عالم الجنس تشالرز ألين موسر أن هذه الدراسة تنطوي على مشاكل منهجية، وأضاف بأن البيانات المقدمة لم تدعم الاستنتاج، مشيرًا إلى أن الحالات المنطوية على قياس الإثارة الناجمة عن التزيي المغاير لم تتخطَ الحد الأدنى وانسجمت مع الإثارة التي أبلغت عنها الخاضعات للدراسة أساسًا.